# NGC 2054
NGC 2054 – gwiazda wielokrotna (prawdopodobnie asteryzm) znajdująca się w gwiazdozbiorze Oriona. Liczy od czterech do nawet sześciu słabych gwiazd. Skatalogował ją George Phillips Bond 6 października 1850 roku, błędnie sądząc, że to obiekt typu „mgławicowego”.